# Gouvernement Ciampi
 (septembre 2023).
Si vous disposez d'ouvrages ou d'articles de référence ou si vous connaissez des sites web de qualité traitant du thème abordé ici, merci de compléter l'article en donnant les références utiles à sa vérifiabilité et en les liant à la section « Notes et références ».
République italienne
Amato I Berlusconi I
Le gouvernement Ciampi (Governo Ciampi, en italien) est le cinquante-et-unième gouvernement de la République italienne, en fonction du 28 avril 1993 au 16 avril 1994, durant la XIe législature du Parlement.

## Historique
Dirigé par le président du Conseil des ministres indépendant Carlo Azeglio Ciampi, précédemment gouverneur de la Banque d'Italie, il est initialement soutenu par une coalition entre la Démocratie chrétienne (DC), le Parti démocrate de la gauche (PDS), le Parti socialiste italien (PSI), le Parti républicain italien (PRI), la Fédération des Verts (FdV), le Parti libéral italien (PLI) et le Parti social-démocrate italien (PSDI), qui disposent ensemble de 481 députés sur 630 à la Chambre des députés, soit 76,3 % des sièges, et de 241 sénateurs sur 315 au Sénat de la République, soit 76,5 % des sièges.
Il a été formé à la suite de la démission du premier gouvernement du socialiste Giuliano Amato, constitué de la DC, du PSI, du PLI et du PSDI, causé par sa volonté d'amnistier les responsables politiques mis en cause par l'opération Mains propres et le succès du référendum portant sur la réforme du mode de scrutin pour les élections générales. C'est la première fois qu'un indépendant prend la tête du gouvernement italien.
Dès le 4 mai, le PDS et la FdV se retirent de l'exécutif, afin de protester contre la décision de la Chambre des députés de ne pas lever l'immunité parlementaire du secrétaire du PSI, Bettino Craxi, mis en cause pour corruption et financement illégal de parti. À la suite de la victoire du Pôle des libertés - Pôle du bon gouvernement de Silvio Berlusconi aux élections générales anticipées des 27 et 28 mars 1994, il cède le pouvoir au gouvernement Berlusconi I.

## Composition
| Poste                                                                              | Titulaire | Titulaire                               | Parti |
| ---------------------------------------------------------------------------------- | --------- | --------------------------------------- | ----- |
| Président du Conseil des ministres Ministre du Tourisme et du Spectacle (intérim)  |           | Carlo Azeglio Ciampi                    | Ind.  |
| Ministres sans portefeuille                                                        |           |                                         |       |
| Ministre pour les Affaires sociales                                                |           | Fernanda Contri                         | PSI   |
| Ministre pour la Coordination de la politique communautaire                        |           | Valdo Spini (jusqu'au 04/05/1993)       | PSI   |
| Ministre pour la Coordination de la politique communautaire                        |           | Livio Paladin                           | Ind.  |
| Ministre pour la Fonction publique                                                 |           | Sabino Cassese                          | Ind.  |
| Ministre pour les Relations avec le Parlement                                      |           | Augusto Barbera (jusqu'au 04/05/1993)   | PDS   |
| Ministre pour les Relations avec le Parlement                                      |           | Paolo Barile                            | Ind.  |
| Ministre pour les Réformes électorales et institutionnelles                        |           | Leopoldo Elia                           | DC    |
| Ministres                                                                          |           |                                         |       |
| Ministre des Affaires étrangères                                                   |           | Beniamino Andreatta                     | DC    |
| Ministre de l'Intérieur                                                            |           | Nicola Mancino (jusqu'au 19/04/1994)    | DC    |
| Ministre de l'Intérieur                                                            |           | Carlo Azeglio Ciampi (intérim)          | Ind.  |
| Ministre des Grâces et de la Justice                                               |           | Giovanni Conso                          | Ind.  |
| Ministre du Budget et de la Programmation économique                               |           | Luigi Spaventa                          | Ind.  |
| Ministre des Finances                                                              |           | Vincenzo Visco (jusqu'au 04/05/1993)    | PDS   |
| Ministre des Finances                                                              |           | Franco Gallo                            | Ind.  |
| Ministre du Trésor                                                                 |           | Piero Barucci                           | DC    |
| Ministre de la Défense                                                             |           | Fabio Fabbri                            | PSI   |
| Ministre de l'Instruction publique                                                 |           | Rosa Iervolino                          | DC    |
| Ministre des Travaux publics                                                       |           | Francesco Merloni                       | DC    |
| Ministre de l'Agriculture et de la Forêt                                           |           | Alfredo Luigi Diana                     | DC    |
| Ministre des Transports                                                            |           | Raffaele Costa                          | PLI   |
| Ministre des Postes et Télécommunications                                          |           | Maurizio Pagani                         | PSDI  |
| Ministre de l'Industrie, du Commerce et de l'Artisanat                             |           | Paolo Savona (jusqu'au 19/04/1994)      | Ind.  |
| Ministre de l'Industrie, du Commerce et de l'Artisanat                             |           | Paolo Baratta (intérim)                 | Ind.  |
| Ministre de la Santé                                                               |           | Maria Pia Garavaglia                    | DC    |
| Ministre du Commerce extérieur                                                     |           | Paolo Baratta                           | Ind.  |
| Ministre du Travail et de la Sécurité sociale                                      |           | Gino Giugni                             | PSI   |
| Ministre des Biens culturels et environnementaux                                   |           | Alberto Ronchey                         | Ind.  |
| Ministre de l'Environnement                                                        |           | Francesco Rutelli (jusqu'au 04/05/1993) | FdV   |
| Ministre de l'Environnement                                                        |           | Vincenzo Visco                          | PSI   |
| Ministre de l'Enseignement supérieur et la Recherche scientifique et technologique |           | Luigi Berlinguer (jusqu'au 04/05/1993)  | PDS   |
| Ministre de l'Enseignement supérieur et la Recherche scientifique et technologique |           | Umberto Colombo                         | Ind.  |